# أقسام الفعل
الفعل هو ما دَلَّ على معنى في نفسِهِ مع اقترانهِ بزمن، أي أنَّ الزمن جزءٌ منه. وعليهِ؛ فإنَّ الفعل يُعرفُ بعلاماتٍ أربع: الأولى اتصاله بـتاء الفاعل، سَواءً كانت مضمومةً كقولنا: فعلتُ وأكلتُ. أو مفتوحةً كقولنا: جلستَ وصعدتَ. والثانية أن يتصل بـتاء التأنيثِ السَّاكِنة. مثل قولنا: دَرَسَتْ وأَحسَنَتْ. وأمَّا ما اتصل بالأسماء من تاءِ تأنيث كشجرة وثمرة، فإن التاء هنا إنَّما هي مُتَحرِّكة وليست ساكنةً كالتي تتصل بالأفعال. والثالثة اتصالُهُ بِـياء المُخاطبة. نحو: افعلي، ارتقي. قال تعالى:-{ فَكُلِيْ وَاْشْرَبِيْ وَقَرِّيْ عَيْنَاً}- [مريم : الآية 26]. والرابعة أن يتصل بِـنون التوكيد كقولنا: لأَقبِلنَّ عَلَيكَ ونحو ذلك.

## تقسيمات الفعل
ينقسم الفعل إلى أقسامٍ هي:

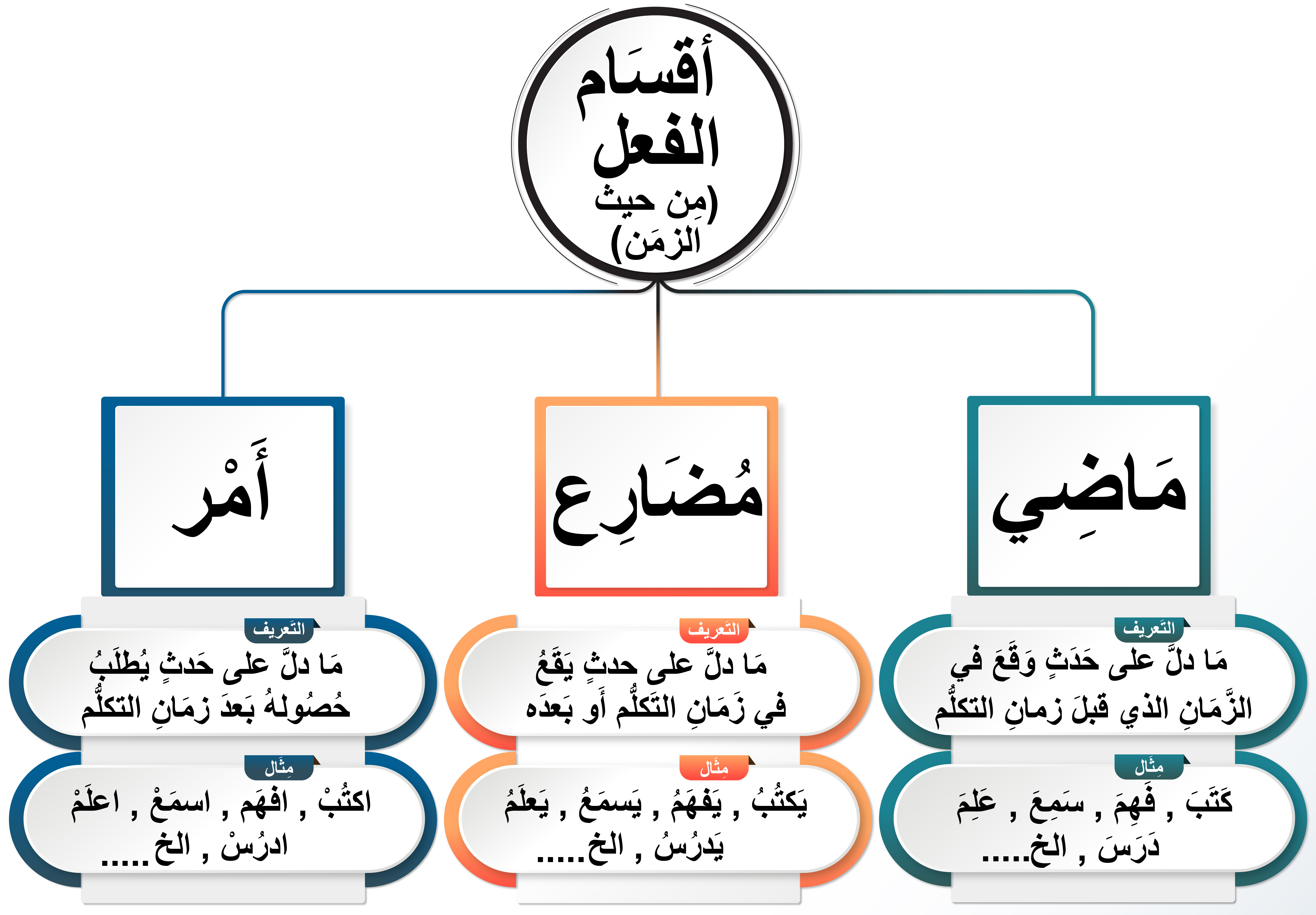
أقسام الفعل من حيث الزمن

- الزمن أي زمن حدوث الفعل إلى: ماضٍ ومضارعٍ وأمر. فـالماضي ما دَلَّ على حَدَثٍ مُقترنٍ بِزمنٍ قبل زمنِ التكلُّم أو بمفهومٍ أبسط هو ما يُعبِّرُ عن فعلٍ حدث في الماضي مثل: قَرَّرَ، بَحَثَ، أَعَدَّتْ، اْنتَبَهنَا. وله علاماتٌ منها: قبولُهُ تاء الضمير المُتَحرِّكَة كقولِنا: كَتَبْتَ وَ أَخَّرتَ. والمضارع كما يُعرِّفُهُ النُّّحَاةُ: ما دَلَّ على معنَى في نفسِهِ مُقترنٌ بزمنٍ يحتملُ الحال أو الاستقبال أو يُمكننا تعريفهُ ببساطة بأنه يَدُلُّ على فعلٍ يحدث في الوقت الحالي أو اَلمستقبل مثل: نَدرُس، سَنُقرِّر، أقارن، أَتَدرَّب. ومن علاماتِهِ: أن يقبل دخول الأداة لَمْ. كقولنا: لَمْ يَستَسلِم ونحوه. والأمر ما دَلَّ على طلبِ وقوعِ الفعل مِنَ الفاعل المُخاطب بِغيرِ لَامِ الأَمر مثل: ادرس، أرسل، أخبر، أَعدَّي، احسُبِي، انتبهوا، قرِّرن. ومِنْ علاماتِهِ: قبولُهُ نون التوكيد نحو: ذَاْكِرَنَّ بِجِدٍّ.[2]
- المَعنَى أي احتياجُه لمفعولٍ فينقسم الفعل التام إلى: مُتَعَدٍّ وَلَازِم، فـاللَّازم يكتفي بفاعله ولا يحتاج مفعولاً يقع عليه الفعل مثل: تَكَرَّرَتِ المَشَاكِل، تَوَقَّفَتِ المَاكِينَة، تَحسَّنَتِ العَملِيَة، حَضَر المُوظَّف، سَيَحضُرُ المُوظَّف. ومِنْ عَلاماته ألا يقبل هاء الضمير الدالَّةِ على المفعولية كقولنا: توقفهُ فهنا لا يستقيم المعنى كقولنا أوقفهُ ونحوه. وأما المُتَعَدِّي فيحتاج لمفعولٍ يقع عليهِ الفِعل مثل: درس المدير الأمرَ، أَعَدَّ الموظف التَقرير، درسنا البيانات وفي التنزيل العزيز: -{  وَاْتَّخَذَ اللَّهُ إِبْرَاْهِيْمَ خَلِيْلَاً}- [ النِّسَاْء : الآية 125]. ومن علاماتِهِ أن يُصاغُ مِنْ مصدرِهِ اسمُ مفعولٍ تامٍّ بِحيثُ لا يَحتاجُ إِلى حرفِ جرّ كقولنا:- الكتاب مَفتوح.[3]
- التَّصَرُّفُ فينقسم  الفعل إلى: جَامِدٍ ومُتَصرِّف، فـالمُتصَِّرف ما تتغير صورتُه (يتصَرَّف) إلى ماضٍ ومُضارعٍ وأمر مثل: كتب، يكتب، اكتب، اشترى، يشتري، اشترِ، وقد يتَصرَّف إلى مُضارعٍ ومَاضٍ فقط مثل: كاد، يكاد. وأما الجامد فهو فعٌل يأخذ صورةً واحدةً فقط مثل أن يأخذ صورة الماضي نحو: عَسَى، ليسَ، وقد يلزمُ صورةَ الأَمرِ مثل: هب.
- العِلَّة أي احتوائِهِ على حرف عِلَّة وحروف العِلِّةِ ثلاثة هي: الألف والواو والياء وهذا مبحثٌ من مباحثِ علمِ الصَّرف فينقسم الفعل إِلَى: مُعتَلٌّ وصَحِيح، فـالصَحيح هو فعلٌ لا تحتوي حروفُه الأصليةُ على أيٍّ من حروف العِلَّة (الألف والواو والياء) مِثل: كَتَبَ، دَرَسَ، قَرَّر، حَضَرَ، حَفَّزَ، سَمِعَ ونحوه وينقسم إلى سَالمٍ ومَهموزٍ ومُضَعَّف. فأما السَالمَ: ما خلا مِن تضعيفٍ وهَمزٍ في حروفِهِ الأصلية نحو: كَتَبَ، ذَهَبَ، وأما المَهموزُ: فما احتوت حروفهُ الأصلية على هَمز. نحو: أَكَلَ، سَأَلَ، قَرَأَ، وأما المُضَعَّفُ: ما كان أحدُ حروفِهِ الأصليةِ مُكرَّراً لغيرِ زيادة. نحو: كَلَّ، مَلَّ، زلزل. وأما المُعتَلُّ: فهو ما احتوَت حروفه الأَصليةُ على حَرفٍ من حُروف الَعِلَّة مثل: قال، وعد، أتي، نسي. وينقسم إلى: مثالٍ وأَجوَفٍ وناقصٍ ولفيف. فالمثال: ما كانت فاؤُهُ حرف عِلَّة نحو: وَعَدَ، يَئِسَ. والأجوف: ما كان عينُهُ حرف عِلَّة نحو: قَاْلَ، مَاْلَ. والنَّاقِص: ما كانت لامُهُ حرف عِلَّة نحو: سَعَىَ، دعا.  واللفيف: ما احتوى على حرفي عِلِّةٍ أَصليين مثل: كَوَى، وَفَّى. وينقسم لقسمين: لفيفٌ مقرون: وهو ما كان فاؤُهُ ولامَهُ حَرفيِّ عِلَّة أي أَنَّهُمَا مُتتابعان نحو: نَوَى، لَوَى، ولفيفٌ مفروقٌ: وهو ما كان عينهُ  ولامهُ حرفي عِلَّة أي أَنَّهُمَا مُُفترقان نحو: وَعَى، لَوَى.[4]
- الإِعراب فَيَنقَسِم إِلَى: مُعرَبٍ ومَبنِي، فَـالمَبنِيُ على تَعريفِ النُّحَاةِ: لُزوم آخرِ اللَّّفظَةِ عَلامةً واحدةً لا تتغيَّرُ بِتغيُّرِ العَوامِل فآخِرُهُ يَأخُذ شَكلاً ثَابِتاً في كُلِّ الأحوال. مِثل كلمة: هؤلاءِ فهي دوماً تلزمُ الكَسْرَ ولا تتغيَّرُ هذه العلاماتِ الداخلةِ عليها أينما وضعتها في الجملة فستبقى علامة إعرابها الكسرة. وكذلك الفعل الماضي الذي لم يتَّصل بِهِ شَيء فإِنَّهُ يُبنى على الفَتح مثل: قَرَّرَ، خزَّنَ، حَصَرَ، ومِثلُ الأمر فإِنَّهُ يُبنى على السُكونِ إذا كان صحيح الآخر ولم يتصل به شيء مثل: اكتب، أَحضِر، وَجِّه، ومثل المُضارع عند اتصالِهِ بِنونِ النِّسوَةِ مَثَلاً فإِنَّهُ يُبنى على السُكون. وبالتأكيدِ هنالك حالات عَديدةٌ لبناء الفعل غير التي ذُكِرتْ. وأما المُعرَبُ: فهو أَثَرٌ ظاهرٌ أو مُقدَّر يجلبُهُ العامِلُ في آخرِ الاسم المُتمكن والفِعل المُضارِع كقولنا: جاء الفتى زيدٌ ونحوه. وببساطة يُمكننا أن نُعرِّفهُ أَنَّهُ ما يَتغيَّر شكل آخرِه حسب إعرابه في الجملة والمُعرب من الأفعال هو الفِعل المُضارع الذي يُعرب في أغلب حالاتِه مثل: يَلعبُ، لم يَكتُبْ، لم يَعلمْ، لن يقومَ، سندرسُ ونحوه.[5]